# Akysis ephippifer
Akysis ephippifer es una especie de pez de la familia Akysidae en el orden de los Siluriformes.

## Morfología
• Los machos pueden llegar alcanzar los 2,9 cm de longitud total.
- Número de  vértebras:33.[1]

## Distribución geográfica
Se encuentran en Asia:  cuenca del río Mekong.